# Coppa Italia 2015 (pallacanestro femminile)
La Coppa Italia 2015 è stata la 30ª edizione del trofeo riservato alle società del campionato italiano di Serie A1 di pallacanestro femminile. Organizzato dalla LegA Basket Femminile, si è disputata il 21 e 22 febbraio 2015 a Perugia.
La Lega, per il terzo anno consecutivo, ha adottato la formula della Final Four alla quale hanno preso parte le prime quattro squadre classificate in Serie A1 al termine del girone d'andata, ovvero: Passalacqua Ragusa, Famila Wüber Schio, Acqua&Sapone Umbertide e Fila San Martino di Lupari.
Il trofeo è stato conquistato per la nona volta nella storia dalla Famila Wüber Schio, che nella finale ha superato la Passalacqua Ragusa.

## Risultati

### Tabellone
|  | Semifinali    | Semifinali    | Semifinali   |              |               | Finale        | Finale | Finale |  |
|  |               |               |              |              |               |               |        |        |  |
|  | Eirene Ragusa | Eirene Ragusa | 73           |              |               |               |        |        |  |
|  | Eirene Ragusa | Eirene Ragusa | 73           |              |               |               |        |        |  |
|  | San Martino   | San Martino   | 63           |              |               |               |        |        |  |
|  | San Martino   | San Martino   | 63           |              | Eirene Ragusa | Eirene Ragusa | 64     |        |  |
|  |               |               |              |              | Eirene Ragusa | Eirene Ragusa | 64     |        |  |
|  |               |               | Famila Schio | Famila Schio | 74            |               |        |        |  |
|  | Famila Schio  | Famila Schio  | Famila Schio | Famila Schio | 74            | 83            |        |        |  |
|  | Famila Schio  | Famila Schio  |              |              |               |               |        |        |  |
|  | Umbertide     | Umbertide     | 46           |              |               |               |        |        |  |

### Semifinali
| Arbitri: | Guido Giovannetti (Terni) Mauro Moretti (Marsciano) Elena Colazzo (Milano) |
| Crono:   | Arianna Calamante (Recanati)                                               |

|           |       |             |
| Ivezić 22 | Punti | 17 Gianolla |

| Arbitri: | Jacopo Pazzaglia (Pesaro) Alessandro Nicolini (Bagheria) Angela Rita Castiglione (Palermo) |
| Crono:   | Enrica Toletti (Pescara)                                                                   |

|                      |       |           |
| Yacoubou, Sottana 18 | Punti | 22 Swords |

### Finale
| Arbitri: | Andrea Borgiorni (Pisa) Gianluca Gagliardi (Anagni) Silvia Marziali (Roma) |
| Crono:   | Mirko Minciotti (Terni)                                                    |

|           |       |           |
| Walker 17 | Punti | 21 Macchi |

## Coppa Italia di Serie A2
La LegA Basket Femminile ha organizzato inoltre la 18ª edizione della Coppa Italia di Serie A2, competizione riservata alle società del campionato italiano di Serie A2. Anche per questo trofeo è stata scelta la formula della Final Four riservata alle squadre che hanno concluso al primo posto la stagione regolare dei tre gironi in cui è suddiviso il campionato e la seconda migliore. La Final Four si è disputata il 7 e 8 marzo 2015 alla Fiera di Rimini nell'ambito del RNB Basket Festival.

### Squadre qualificate
- Pallacanestro Torino
- Bonfiglioli Ferrara Basket

- Magika Castel San Pietro
- Geas Basket

### Tabellone
|  | Semifinali              | Semifinali              | Semifinali  |             |                     | Finale              | Finale | Finale |  |
|  |                         |                         |             |             |                     |                     |        |        |  |
|  | Pallacanestro Torino    | Pallacanestro Torino    | 55          |             |                     |                     |        |        |  |
|  | Pallacanestro Torino    | Pallacanestro Torino    | 55          |             |                     |                     |        |        |  |
|  | Bonfiglioli Ferrara     | Bonfiglioli Ferrara     | 57          |             |                     |                     |        |        |  |
|  | Bonfiglioli Ferrara     | Bonfiglioli Ferrara     | 57          |             | Bonfiglioli Ferrara | Bonfiglioli Ferrara | 54     |        |  |
|  |                         |                         |             |             | Bonfiglioli Ferrara | Bonfiglioli Ferrara | 54     |        |  |
|  |                         |                         | Geas Basket | Geas Basket | 62                  |                     |        |        |  |
|  | Magika Castel S. Pietro | Magika Castel S. Pietro | Geas Basket | Geas Basket | 62                  | 49                  |        |        |  |
|  | Magika Castel S. Pietro | Magika Castel S. Pietro |             |             |                     |                     |        |        |  |
|  | Geas Basket             | Geas Basket             | 53          |             |                     |                     |        |        |  |

### Semifinali
| Arbitri: | Lorenzo Bianchi Anna Rosa Nocera |

|         |       |          |
| Coen 13 | Punti | 15 Rulli |

| Arbitri: | Alberto Perocco Michela Padovano |

|               |       |           |
| Ballardini 13 | Punti | 20 Arturi |

### Finale
| Rimini 8 marzo 2015, ore 17:15 UTC+1                      | Bonfiglioli Ferrara Basket | 54 – 62 (8-9, 27-25, 41-50) referto | Geas Basket | Arena Atene 2004 |
| \| \| \| \| \| M. Rosset 15 \| Punti \| 16 B. Barberis \| |                            |                                     |             |                  |
|                                                           |                            |                                     |             |                  |
| M. Rosset 15                                              | Punti                      | 16 B. Barberis                      |             |                  |

## Coppa Italia di Serie A3
LegA Basket Femminile ha organizza la 7ª edizione della Coppa Italia di terza categoria, terza ed ultima con la denominazione Coppa Italia di Serie A3, competizione riservata alle società del campionato italiano di Serie A3. Per questo trofeo la formula prescelta è stata quella della Final Eight da disputarsi tra il 31 marzo e il 2 aprile 2015 a Costa Masnaga.

### Squadre qualificate
- Basket Costa Masnaga per L'Unicef
- Use Scotte Empoli
- Sistema Rosa Pordenone
- BCB Finstral – AEW Bolzano

- Progresso Basket Femm. Bologna
- Maddalena Vision Palermo
- Basket Girls Ancona
- Stelle Marine Roma

### Tabellone
|  | Quarti di finale                  | Quarti di finale                  | Quarti di finale       |                        |                          | Semifinali               | Semifinali | Semifinali |  |  | Finale | Finale | Finale |  |
|  |                                   |                                   |                        |                        |                          |                          |            |            |  |  |        |        |        |  |
|  | BCB Finstral – AEW Bolzano        | BCB Finstral – AEW Bolzano        | 41                     |                        |                          |                          |            |            |  |  |        |        |        |  |
|  | BCB Finstral – AEW Bolzano        | BCB Finstral – AEW Bolzano        | 41                     |                        |                          |                          |            |            |  |  |        |        |        |  |
|  | Stelle Marine Roma                | Stelle Marine Roma                | 53                     |                        |                          |                          |            |            |  |  |        |        |        |  |
|  | Stelle Marine Roma                | Stelle Marine Roma                | 53                     |                        | Maddalena Vision Palermo | Maddalena Vision Palermo | 41         |            |  |  |        |        |        |  |
|  |                                   |                                   |                        |                        | Maddalena Vision Palermo | Maddalena Vision Palermo | 41         |            |  |  |        |        |        |  |
|  |                                   |                                   | Stelle Marine Roma     | Stelle Marine Roma     | 62                       |                          |            |            |  |  |        |        |        |  |
|  | Progresso Basket Femm. Bologna    | Progresso Basket Femm. Bologna    | Stelle Marine Roma     | Stelle Marine Roma     | 62                       | 52                       |            |            |  |  |        |        |        |  |
|  | Progresso Basket Femm. Bologna    | Progresso Basket Femm. Bologna    |                        |                        |                          |                          |            |            |  |  |        |        |        |  |
|  | Maddalena Vision Palermo          | Maddalena Vision Palermo          | 74                     |                        |                          |                          |            |            |  |  |        |        |        |  |
|  | Maddalena Vision Palermo          | Maddalena Vision Palermo          | 74                     |                        | Stelle Marine Roma       | Stelle Marine Roma       | 48         |            |  |  |        |        |        |  |
|  |                                   |                                   |                        |                        |                          |                          |            |            |  |  |        |        |        |  |
|  |                                   |                                   | Sistema Rosa Pordenone | Sistema Rosa Pordenone | 62                       |                          |            |            |  |  |        |        |        |  |
|  | Basket Girls Ancona               | Basket Girls Ancona               | Sistema Rosa Pordenone | Sistema Rosa Pordenone | 62                       | 64                       |            |            |  |  |        |        |        |  |
|  | Basket Girls Ancona               | Basket Girls Ancona               |                        |                        |                          |                          |            |            |  |  |        |        |        |  |
|  | Basket Costa Masnaga per L'Unicef | Basket Costa Masnaga per L'Unicef | 58                     |                        |                          |                          |            |            |  |  |        |        |        |  |
|  | Basket Costa Masnaga per L'Unicef | Basket Costa Masnaga per L'Unicef | 58                     |                        | Sistema Rosa Pordenone   | Sistema Rosa Pordenone   | 78         |            |  |  |        |        |        |  |
|  |                                   |                                   |                        |                        | Sistema Rosa Pordenone   | Sistema Rosa Pordenone   | 78         |            |  |  |        |        |        |  |
|  |                                   |                                   | Basket Girls Ancona    | Basket Girls Ancona    | 53                       |                          |            |            |  |  |        |        |        |  |
|  | Sistema Rosa Pordenone            | Sistema Rosa Pordenone            | Basket Girls Ancona    | Basket Girls Ancona    | 53                       | 70                       |            |            |  |  |        |        |        |  |
|  | Sistema Rosa Pordenone            | Sistema Rosa Pordenone            |                        |                        |                          |                          |            |            |  |  |        |        |        |  |
|  | Use Scotte Empoli                 | Use Scotte Empoli                 | 57                     |                        |                          |                          |            |            |  |  |        |        |        |  |